# Tarphonomus harterti
La bandurrita boliviana (Tarphonomus harterti), también denominada bandurrita valluna o bandurrita quebradeña (en Argentina), es una especie de ave paseriforme, una de las dos pertenecientes al género Tarphonomus de la familia Furnariidae. Es nativa del centro-oeste de América del Sur. 

## Distribución y hábitat
Esta especie es considerada poco común en su hábitat natural, el suelo o cerca, de matorrales montanos áridos y bosques caducifolios de los Andes, entre 1400 y 2950 m de altitud.
En Bolivia, en los departamentos de: Chuquisaca, Cochabamba, La Paz, Potosí y Santa Cruz (oeste).
También cuenta con un registro en el noroeste de la Argentina, en el extremo norte de la provincia de Jujuy, departamento de Yavi, en un sector vegetado de la ciudad de La Quiaca (limítrofe con la ciudad boliviana de Villazón), enclavada en una zona puneña, a 3442 m s. n. m..

## Descripción
Mide entre 16 y 17 cm de longitud y pesa entre 22 y 26 g. El iris es pardo. El pico es largo, ligeramente curvado y negruzco, la base de la mandíbula es más clara. Las patas son pardas oliváceas. Presenta una lista superciliar blanquecina. La corona es parda, y la rabadilla rojiza. La garganta y región malar son blancas. El resto de lo ventral es ocráceo-rojizo. Las alas tienen la base rojiza. La cola es redondeada, parda con la base rojiza.

## Comportamiento
Es encontrada solitaria o en parejas, forrajeando en el suelo o en los matorrales densos, parece ser más terrestre que su congénere, la bandurrita chaqueña; prefiere quebradas y áreas con bromelias terrestres.

### Vocalización
El canto es una serie aparentemente interminable de notas «chyip», el llamado es un agudo y repetitivo «chiiyp».

## Sistemática

### Descripción original
La especie T. harterti fue descrita por primera vez por el ornitólogo alemán Hans von Berlepsch en 1892, bajo el nombre científico Upucerthia harterti; su localidad tipo es: «Trigal y Valle Grande, Santa Cruz, Bolivia.»

### Etimología
El nombre genérico masculino «Tarphonomus» se compone de las palabras del griego « ταρφος tarphos»: enmarañado, y «νομος nomos»: residencia; significando «que habita en los enmarañados»; y el nombre de la especie «harterti», conmemora al ornitólogo alemán Ernst Johann Otto Hartert (1859-1933).

### Taxonomía
Hasta el año 2007 esta especie era ubicada en el género Upucerthia o en Ochetorhynchus. Ya fue también considerada una subespecie de la bandurrita chaqueña (Tarphonomus certhioides). Es monotípica.